# Stan Wrightsman
Stanley „Stan“ Wrightsman (* 15. Juni 1910 in Gotebo, Oklahoma; † 17. Dezember 1975 in Palm Springs, Kalifornien) war ein US-amerikanischer Jazzpianist (auch Celesta).

## Leben und Wirken
Stan Wrightsmans Vater war Musiker; seine ersten Erfahrungen als professioneller Musiker machte er in dessen Band, bevor er in einer Hotelband in Gulfport (Mississippi), sowie in Territory Bands in Oklahoma spielte. 1930 zog er nach New Orleans und spielte dort bei Ray Miller, 1935/36 in Chicago bei Ben Pollack. Eine Krankheit unterbrach seine Karriere; in Kalifornien arbeitete er 1937 im Orchester von Seger Ellis, mit dem erste Aufnahmen entstanden, in den folgenden Jahren vor allem bei Spike Jones und dessen City Slickers.
In den 1940er- und 1950er-Jahren spielte Wrightsman in verschiedenen Bigbands und Ensembles (vorwiegend des Traditional Jazz), so bei Artie Shaw, Wingy Manone, Eddie Miller, Rudy Vallée, Nappy Lamare, Johnny Mercer, Harry James, Bob Crosby (1950/51), Matty Matlock, Pete Fountain, The Rampart Street Paraders, Ray Bauduc, Wild Bill Davison und Bob Scobey. Außerdem wirkte er bei den Soundtracks von Blues in the Night (1941), in dem er Richard Whorf am Piano doubelte, Syncopation (1942) sowie in dem Jack-Webb-Film Pete Kelly’s Blues (1955) und der Red-Nichols Filmbiographie The Five Pennies (1958) mit. Im Spielfilm The Crimson Canary trat er als Pianist auf.
In den 1960er-Jahren arbeitete Wrightsman erneut mit Pete Fountain und setzte seine Arbeit in den Filmstudios in Hollywood fort. Ende des Jahrzehnts zog er nach Las Vegas, wo er Begleitmusiker von Wayne Newton und Flip Wilson war. Im Bereich des Jazz war er zwischen 1937 und 1971 an 174 Aufnahmesessions beteiligt, u. a. auch bei Aufnahmen von Louis Armstrong, Eartha Kitt, George Van Eps und Peggy Lee, die er 1944 auf der Celesta begleitete („That Old Feeling“).
Der Beat-Generation-Autor Neal Cassady bezeichnete ihn 1948 als einen „allzusehr unterschätzteten Pianisten“.